# 比德尔斯多夫
比德尔斯多夫（德語：Büdelsdorf，發音：[ˈbyːdl̩sˌdɔʁf] ⓘ）是德国石勒苏益格-荷尔斯泰因州伦茨堡-埃肯弗德县的城市，面积6.48平方千米，2023年12月31日人口为10,470人。